# Montonvillers
Montonvillers település Franciaországban, Somme megyében. Lakosainak száma 86 fő (2022. január 1.). Montonvillers Bertangles, Flesselles és Villers-Bocage községekkel határos.

## Népesség
A település népességének változása:
| Lakosok száma | 93   | 87   | 86   | 82   | 81   | 82   | 83   | 85   | 86   |
|               | 2013 | 2015 | 2016 | 2017 | 2018 | 2019 | 2020 | 2021 | 2022 |